# 刚果民主共和国童兵

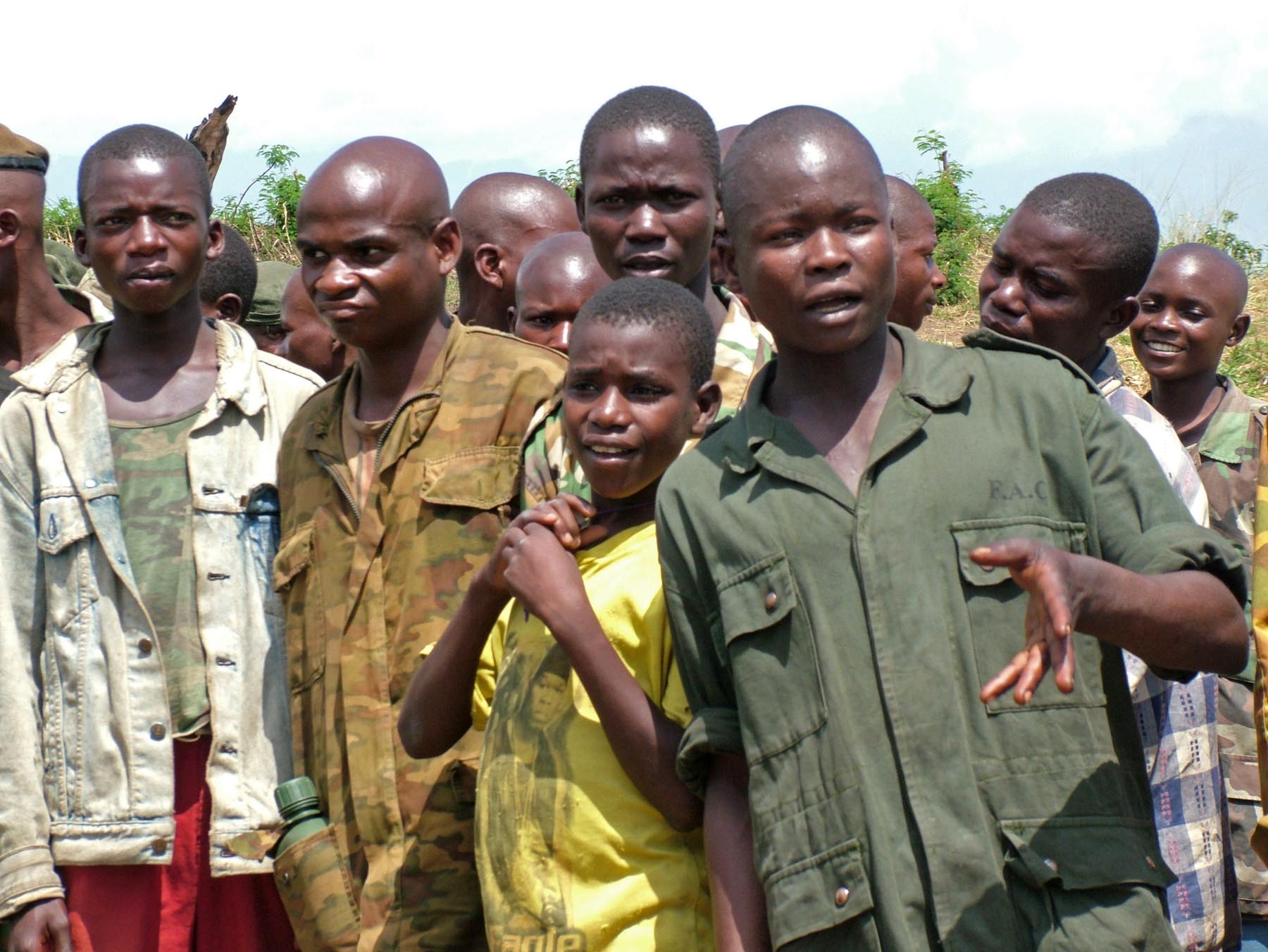
一群退役的刚果童兵

在刚果民主共和国［下称刚果（金）］的两次内战中，各方都征募了童兵（直译：「小孩子」）。据估计，2011年约有30000名儿童仍为武装组织成员。联合国驻刚果（金）稳定特派团（联刚团）在2013年发布的一份报告中称，自2012年1月1日至2013年8月31日有武装组织招募了至多1000名儿童，招募童兵在当地“极为流行”。2012年，刚果爱国者联盟的领导人托马斯·卢班加·迪洛因战时大量指使童兵而成为国际刑事法院的首个被告，并被判犯下战争罪。刚果（金）前总统洛朗-德西雷·卡比拉自1996年起也曾招募过成千上万的童兵，其中有些儿童只有七岁。

## 背景
非洲童兵的历史由来已久。非洲在军事冲突中指使儿童的增长率为全世界最高，儿童的平均年龄在逐渐降低。2003年刚果（金）有多达30000名童兵，在有些武装部队中儿童的数量竟高达40%。
联合国于1989年通过了《儿童权利公约》，其第38条载明：“签约国应采取一切可行措施，保证十五岁以下之儿童不会直接参加战斗行为。”2002年生效的《关于儿童卷入武装冲突问题的任择议定书》规定“签约国应采取一切可行措施保证18岁以下儿童不参与直接的敌对行为，并保证不强制征召18岁以下儿童入伍”。而刚果（金）也是这两个条约的签约国。联合国儿童基金会的官方观点认为，在武装冲突中使用童兵是不道德和违法的行为。:22-23

## 国内外反应
2006年3月19日，让-皮埃尔·比悠悠少校（Jean-Pierre Biyoyo）因招募和训练童兵被判处五年徒刑。这是刚果（金）首次为使用童兵的军人审判和定罪。
国际社会中，美国对刚果（金）的童兵现象反应最为强烈。美国国务院于2009年依《防止童兵法》制定了包含六个国家的制裁名单，分别为缅甸、乍得、刚果（金）、索马里、苏丹和也门。2009年10月25日时任美国总统贝拉克·奥巴马解除了对其中四个国家的制裁，其中包括刚果（金）。奥巴马解释称解除对这四个国家的制裁有利于美国的外交利益。解除对刚果（金）制裁的理由是“有必要进行国防改革，把负面的军队行为方式转变为非政治化的、尊重人权的专业力量”。奥巴马还表示这四个国家在消除童兵上取得了进展；但实际上，刚果（金）国内的童兵数量可能是不降反升。:89-90
联刚团确信，刚果（金）军事冲突中的各方都使用了女童兵，她们饱受强奸之苦，或成为军中的性奴隶，甚至被迫和刚果爱国者联盟的成员结婚。根据位于肯尼亚内罗毕的国际和平支持训练中心的资料，女童在刚果（金）童兵中所占比例达到约40%。2011年的一项研究表明，许多女童兵归家后背负骂名，这与在军中的不光彩经历有关。

## 国际刑事法院的裁决
2006年，国际刑事法院指控刚果爱国者联盟的领导人托马斯·卢班加·迪洛犯有征召、募集和指使15岁以下儿童作战的战争罪行。大赦国际的迈克尔·波契内克称对卢班加的审判将“暂停在战场内外滥用、虐待儿童的暴行”。阿根廷律师路易斯·莫雷诺认为卢班加一案“仅仅是伊图里省民兵暴力的开端”，“已有成千上万人死于这种暴力，产生了60万多的难民”。
伊图里爱国抵抗阵线的领导人热尔曼·卡丹加于2008年被国际刑事法院序审法庭控诉犯有七项战争罪和三项反人类罪，其中包括指使15岁以下儿童参与战斗。卡丹加被判参与了2003年的博戈罗大屠杀，而性犯罪和使用童兵的指控未被定罪。